# 梅格多夫
梅格多夫（德語：Meggerdorf）是德国石勒苏益格－荷尔斯泰因州的一个市镇。总面积24.11平方公里，总人口672人，其中男性339人，女性333人（2011年12月31日），人口密度28人/平方公里。